# Premi Nacional de Literatura Asturiana
El Premi Nacional de Literatura Asturiana (en asturlleonès, Premiu Nacional de Lliteratura Asturiana) és un guardó literari concedit per l'Acadèmia de la Llengua Asturiana als escriptors destacats per la seva trajectòria literària en llengua asturiana. És una distinció que s'atorga amb una periodicitat triennal durant la Setmana de les Lletres Asturianes (celebrada el mes de maig), a un únic autor i sense possibilitat de concedir-se a títol pòstum. Va ser concebut el maig de 2016 i la primera edició es va celebrar l'any 2017.
El jurat que atorga els premis està format per la presidència i tres membres de renom de l'Acadèmia de la Llengua Asturiana, un representant de la Conselleria d'Educació i Cultura del Govern d'Astúries i dues personalitats de prestigi del món universitari —especialitzats en literatura asturiana.
El premi està dotat de 3.000 euros, un medalló distintiu de l'escultor Adolfo Manzano i la publicació d'una breu antologia representativa de la producció literària de l'autor.

## Edicions celebrades

### 2017
Les primeres bases del premi van ser publicades el 15 de setembre de 2016. Posteriorment a la presentació de candidatures dels finalistes, aquests van resultar Xuan Bello Fernán, Antón García, Roberto González-Quevedo, Berta Piñán i Xuan Xosé Sánchez Vicente.
En aquesta edició el jurat el van formar Ana María Cano (presidenta de l'Acadèmia); Xosé Antón González Riaño, Xosé Ramón Iglesias i Carmen Muñiz Chacón (acadèmics de la institució); Fernando Padilla Palicio (representant de la Conselleria) i els professors de la Universitat d'Oviedo José Luis García Martín i Leopoldo Sánchez Torre.
El veredicte es va fer públic el 13 de gener de 2017 i va tenir com a guanyador l'escriptor Xuan Bello (Tinéu). El jurat va destacar-ne l'«extraordinària qualitat i rellevància de la trajectòria literària» de Bello, tant pel que fa a la seva poesia com per la seva narrativa i «el seu paper fonamental en la dignificació i visualització de la literatura asturiana i de la pròpia llengua», tot referint-se a la seva obra Hestoria Universal de Paniceiros, que havia estat traduïda a diverses llengües i que, en la seva versió en castellà, va obtenir el Premi Ramón Gómez de la Serna el 2003.